# ライアン・マルティニー
ライアン・マルティニー（Ryan Martinie、1975年8月6日 - ）はアメリカ合衆国出身のベーシスト。

## 人物
1996年にイリノイ州で結成されたヘヴィメタルバンド「マッドヴェイン(Mudvayne)」に1998年からベーシストとして参加し、注目されている。メディアのインタビューにも気さくに応じ、来日したことから日本のファンも少なくない。

## 活動
1998年からマッドヴェインのベーシストとして活動。
2009年リリースのセルフタイトルアルバムである"Mudvayne"を最後にバンドとしては事実上休止状態となっている。
2012年、コーン (バンド)のベーシストであるフィールディの代役としてステージに立ち、本人以上のポテンシャルを発揮するなど活動の幅を広めている。
2015年からは、GONGZILLAのBon LozagaとドラマーのMitch Hullと共にをジャズバンド、Soften The Glareを結成。
Bon Lozagaのアルバム"Traces of Chaos"へのゲスト参加もしている。
また、ワーウィックのベースキャンプでの活動やクリニックなどにも精力的で、ここ最近メディアへの露出は増えている。

## プレイスタイル
ダブルストップを織り交ぜたスラップ奏法、ゴーストノートを多用し、グルーヴ感の溢れるファンク的要素を含んだプレイスタイル。オクターヴを利用し、フレットボードを叩きつけるようなタッピングを駆使する。
最近はサムピング・人差し指・中指・薬指を併せた4フィンガーで奏でられるタイトなサウンドが目立っている。
フレットボード上でのピッキング、弦を指で押しこむように弾かれたアタック感の強い彼のフィンガーピッキングから奏でられる音は、彼の使用するベースギターに採用されているベルブラス製フレットが音の共鳴を極めて高くしていることと関係する。
但し、ニッケルフレットモデルも使用するのでこの限りではない。

## 使用楽器

### ベースギター
ドイツの楽器メーカーワーウィック社製のカスタムベースギター。
主に同社のThumb Bass 4stと5stを使用する。チューニングは高音弦よりFCGC及びFCGCGとなっているが、1stアルバムであるL.D.50ではそれより更に半音下げのチューニングとなっている。
なお、ライブにおける演奏はL.D.50においてもFCGCで演奏される。
Soften The GlareにおいてはGDADAのチューニングを執ることもある。
一部の曲ではフレットレスベースも使用していた。

### アンプ
9年を通してアンペグ社製のSVT-4 ProのヘッドとSVT PR-810H 8x10のキャビネットを組み合わせで使用していた。
しかし、4thアルバム「The New Game」からはワーウィック社製のアンプセットを使用している。
ライアンはアンペグ社製のアンプで感じていた不鮮明さを解決すべくキャビネットとアンプの組み合わせを変更して比較し、試行錯誤を繰り返した。その結果ワーウィック社製のアンプは彼が感じていた問題点を切り離すことに応え、ユーザーに対して非常に良心的であると話している。